# Zrinski Topolovac
Zrinski Topolovac – wieś w Chorwacji, w żupanii bielowarsko-bilogorskiej, w gminie Zrinski Topolovac. W 2011 roku liczyła 608 mieszkańców.